# Philip Comfort
Philip Wesley Comfort (né le 28 octobre 1950) est un professeur, écrivain, éditeur et bibliste spécialisé dans la critique textuelle du Nouveau Testament Il a été professeur de grec et de Nouveau Testament au séminaire épiscopal de Trinity, professeur invité au Wheaton College et directeur éditorial des publications bibliques chez Tyndale House Publishers.

## Éducation
Comfort a étudié la littérature anglaise, grecque et du Nouveau Testament à l'Ohio State University et à l'Université d'Afrique du Sud. Il a obtenu son doctorat sous la direction d'un éminent critique textuel, Jacobus H. Petzer, à l'Université d'Afrique du Sud.
Comfort donne des cours dans un certain nombre de collèges, notamment au Wheaton College, au Trinity Episcopal Seminary, à la Columbia International University et à l'Université de Coastal Carolina. Il est actuellement rédacteur en chef de la référence biblique à Tyndale et rédacteur du Nouveau Testament pour la New Living Translation. Il a contribué à diverses publications et collections de Tyndale, à la fois en tant qu'écrivain et éditeur. Parmi ses ouvrages, on peut citer The New Greek-English Interlinear New Testament, The Origin of the Bible, The Tyndale Bible Dictionary, Essential Guide to Bible Versions, The Text of the Earliest New Testament Greek Manuscripts (avec D. Barrett), et Who's Who in Christian History.
Comfort vit à Pawleys Island, en Caroline du Sud, aux États-Unis, avec sa femme, Georgia. Il a trois fils, Jeremy, John et Peter.

## Ouvrages
Comfort a écrit un certain nombre d'articles de journaux. En outre, il a écrit des livres :
- Encountering the Manuscripts: An Introduction to New Testament Paleography and Textual Criticism.
- Holman Treasury of Key Bible Words in the Holman Reference Collection (co-auteur).

Il a également édité un certain nombre de livres, dont
- Text of the Earliest New Testament Greek Manuscripts.
- Life Application Bible Commentary: 1 & 2 Corinthians.